# Tanecznica (przystanek kolejowy)
Tanecznica – nieczynny kolejowy przystanek osobowy na linii nr 366 w Taniecznicy, w województwie wielkopolskim, w Polsce.